# 인간시장 (드라마)
《인간시장》은 1988년 5월 16일부터 1988년 6월 7일까지 방영된 문화방송 월화 미니시리즈로, 김홍신의 동명 소설을 원작으로 한다. MBC 공채 18기 탤런트(1986년 3월) 출신 박상원(장총찬 역)이 해당 작품을 통해 유망주로 떠올랐다.

## 등장 인물
- 박상원 : 장총찬 역
- 박순천 : 오다혜 역
- 정성모 : 명식 역
- 이영후 : 강만길 역
- 남성훈
- 강남길
- 남포동 : 박덕배 역
- 박근형 : 박 회장 역
- 이기영
- 이주철
- 임주연 : 영순 역
- 임현식 : 오종우 역
- 조경환 : 신부 역
- 진흔건

## 편성 변경
- 1988년 5월 16일 : 특별기획 〈올림픽 준비 어떻게 돼가나〉와 올림픽 뉴스 등의 방송으로 순연되어 밤 11시부터 방영
- 1988년 5월 30일 : 특집 〈창조와 화해의 정치 제13대 국회개원〉 방송으로 순연되어 밤 10시 40분부터 방영

## 같이 보기
- 2004 인간시장
- 1988년 대한민국의 텔레비전 드라마 목록
- 대한민국의 텔레비전 드라마 목록 (ㅇ)